# Something Beautiful Remains
Something Beautiful Remains è un singolo della cantante statunitense Tina Turner, pubblicato nel 1996 ed estratto dall'album Wildest Dreams.

## Tracce
Singolo 7"
1. Something Beautiful Remains
2. Addicted to Love (Live)